# Лінійні кораблі типу «Еспанья»

Вигляд лінкора "Еспанья" станом на 1923 рік

Лінійні кораблі типу «Еспанья» (ісп. Clase España) — серія лінійних кораблів Іспанії. Були створені у рамках програми відновлення флоту після Іспано-американської війни і будувалися за розробленим у Великій Британії проектом. Всього в 1909—1921 роках були побудовані три кораблі цього типу, що стали єдиним типом дредноутів на озброєнні ВМС Іспанії, а також найменшими дредноутами в історії. Розміри корабля булів визначені насамперед потребою економити кошти через обмежені ресурси іспанської економіки та обмеженням, які накладали розміри наявних доків для  їх обслуговування. 
Головний корабель типу — «Еспанья» — був втрачений 1923 року в ході Рифської війни. Він наскочив на мілину і затонув біля берегів Марокко. У роки Громадянської війни в Іспанії обидва інших лінкори цього типу опинилися у різних сторін конфлікту та в ході війни були втрачені. Захоплений франкістами «Альфонсо XIII» затонув, підірвавшись на виставленій своїми ж міні, тоді як республіканський «Хайме I» затонув під час ремонту, в результаті пожежі, яка спричинила вибух артилерійських погребів.

## Конструкція

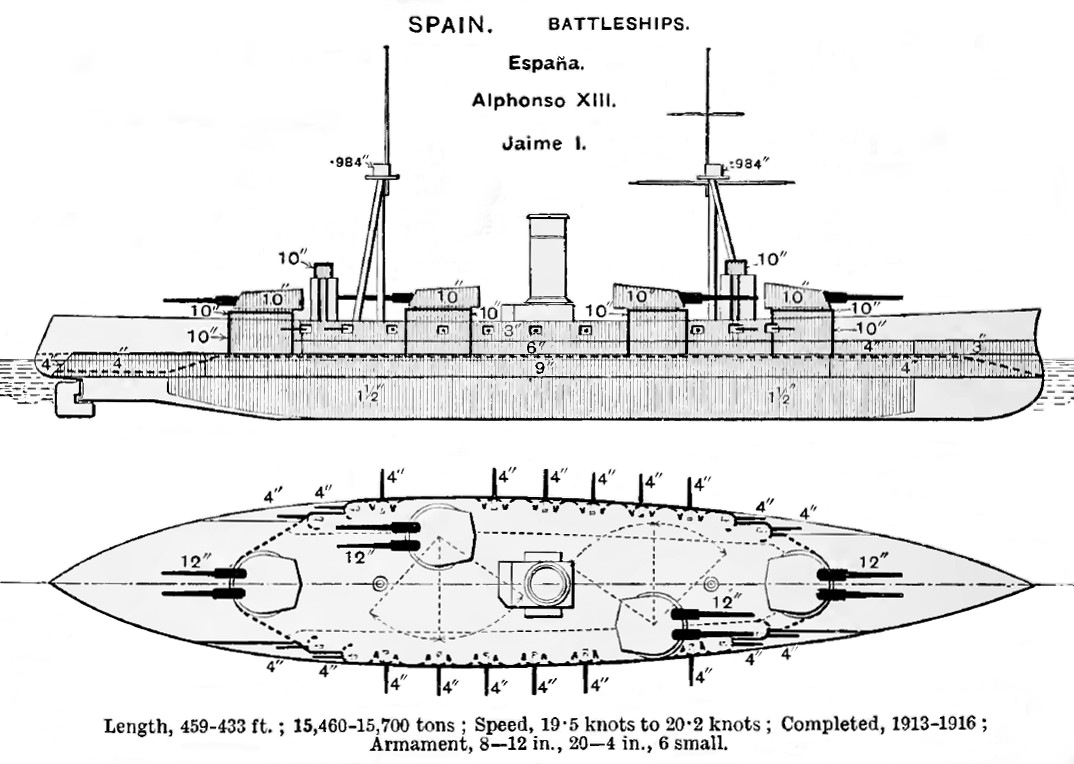
Лінейні кораблі типу «Еспанья». Схема.

## Представники
| Назва                                        | Судноверф | Закладка       | Спуск на воду   | Прийняття на озброєння | Доля                                                                                      |
| -------------------------------------------- | --------- | -------------- | --------------- | ---------------------- | ----------------------------------------------------------------------------------------- |
| Еспанья España                               | STT       | 5 лютого 1909  | 5 лютого 1912   | 23 жовтня 1913         | затонув на мілині 26 серпня 1923                                                          |
| 'Альфонсо XIII Alfonso XIII / Еспанья España | STT       | 23 лютого 1910 | 7 травня 1913   | 16 серпня 1915         | затонув в результаті підірву на виставленій своїми ж міні 30 квітня 1937                  |
| Хайме І Jaime I                              | STT       | 5 лютого 1912  | 21 вересня 1914 | 20 грудня 1921         | затонув в результаті пожежі, яка спричинила вибух артилерійських погребів, 17 червня 1937 |